# Габор Наталія Богданівна
Габор Наталія Богданівна (*7 грудня 1964, Львів) — кандидат філологічних наук, доцент кафедри зарубіжної преси та інформації факультету журналістики Львівського національного університету імені Івана Франка, кафедри журналістики гуманітарного факультету Українського Католицького Університету. Дружина Василя Ґабора.

## Біографія
Народилася у Львові. З 1981 по 1986 роки навчалася на факультеті журналістики Львівського державного університету імені Івана Франка. Після отримання диплому почала працювати кореспондентом газет «Трибуна робітника» і «Поклик сумління». Але після вступу 1992 року на аспірантуру факультету журналістики ЛНУ імені Івана Франка Наталія перестала працювати у двох виданнях.
Натомість 1995 року молода аспірантка побувала на стажуванні в Міжнародному центрі громадської журналістики (ICCJ), що у місті Ґріннелл США. Наступного року Наталія брала участь у міжнародному семінарі з журналістської етики в Маастріхті.
У 1996 році Габор захистила кандидатську дисертацію в Інституті журналістики КНУ імені Тараса Шевченка. Після захисту зайняла посаду доцента й приблизно тоді ж стала заступником декана факультету. Цю посаду доцент Габор займала протягом двох років.
З 1999 року викладач знову стала активною учасницею міжнародних заходів за участю журналістів та викладачів цього фаху. Того ж року Наталія разом з колегами побувала на викладацькому магістерському проєкті, на базі Львівського національного університету, — «Європейські студії».
1999-го доцент вдруге поїхала до США, тепер на два роки, як учасник міжнародної програми стажування молодих викладачів університетів у США (JFDP). За той час у 2000 році Наталія Габор стажувалася в редакції «Голосу Америки».
По поверненні до Львова у 2001 році доцент Габор почала редагувати журнал «Медіакритика» й стала співробітником Інституту екології масової інформації. Окрім того Наталія була учасником проекту з розробки магістерської програми із культурології у Львівському національному університеті ім. І.Франка.
З 2004 по 2007 роки була учасником трирічної Міжнародної літньої школи «Урбаністичні студії», а 2007-го стала співдиректором львівської Міжнародної літньої школи з журналістики «Медіаосвіта».

## Курси і спецкурси
- Міжнародна комунікація;
- Комунікація і медіа;
- Медіакультура.

## Публікації
- Постмодерн–постжурналізм–постреальність // Збірник праць кафедри української преси. — Львів, 2001. — Вип. 4. — С. 458—463.
- Новітній луддизм, або Маніпулятивність ЗМІ як ознака слабкої влади // Матеріали Всеукраїнської науково-практичної конференції. — Львів, 2004. — С. 211—215.
- Відповідальність як зворотний бік свободи // Вісник Львів. ун-ту. Серія: Журналістика. — Вип. 28. — Львів, 2006. — С. 240—245.